# Palaeorhiza dorsalis
Palaeorhiza dorsalis är en biart som beskrevs av Hirashima 1982. Palaeorhiza dorsalis ingår i släktet Palaeorhiza och familjen korttungebin. Inga underarter finns listade i Catalogue of Life.